# Max Unger
Maxwell McCandless Unger (Kailua-Kona, 14 aprile 1986) è un ex giocatore di football americano statunitense che ha militato nel ruolo di centro nella National Football League (NFL).
Alle scuole superiori giocò a football alla Hawaii Preparatory Academy a Kamuela, Hawaii ed al college a Oregon.

## Carriera

### Seattle Seahawks
Max Unger fu scelto dai Seattle Seahawks nel corso del secondo giro del Draft NFL 2009 e firmò un contratto quadriennale del valore di 3 milioni di dollari il 29 luglio 2009. Dopo la pre-stagione, il capo-allenatore Jim L. Mora disse: "Crediamo sia pronto per essere titolare e diventare subito un giocatore produttivo in questa lega". Unger fu nominato guardia sinistra titolare al posto di Mansfield Wrotto. Nella sua stagione da rookie giocò tutte e 16 le partite da titolare, divenendo il primo rookie della linea offensiva a partire in tutte le partite dall'inizio dai tempi di Ray Roberts nel 1992. Le prime 13 gare iniziò da guardia sinistra prima di essere spostato al centro nelle 3 gare finali.

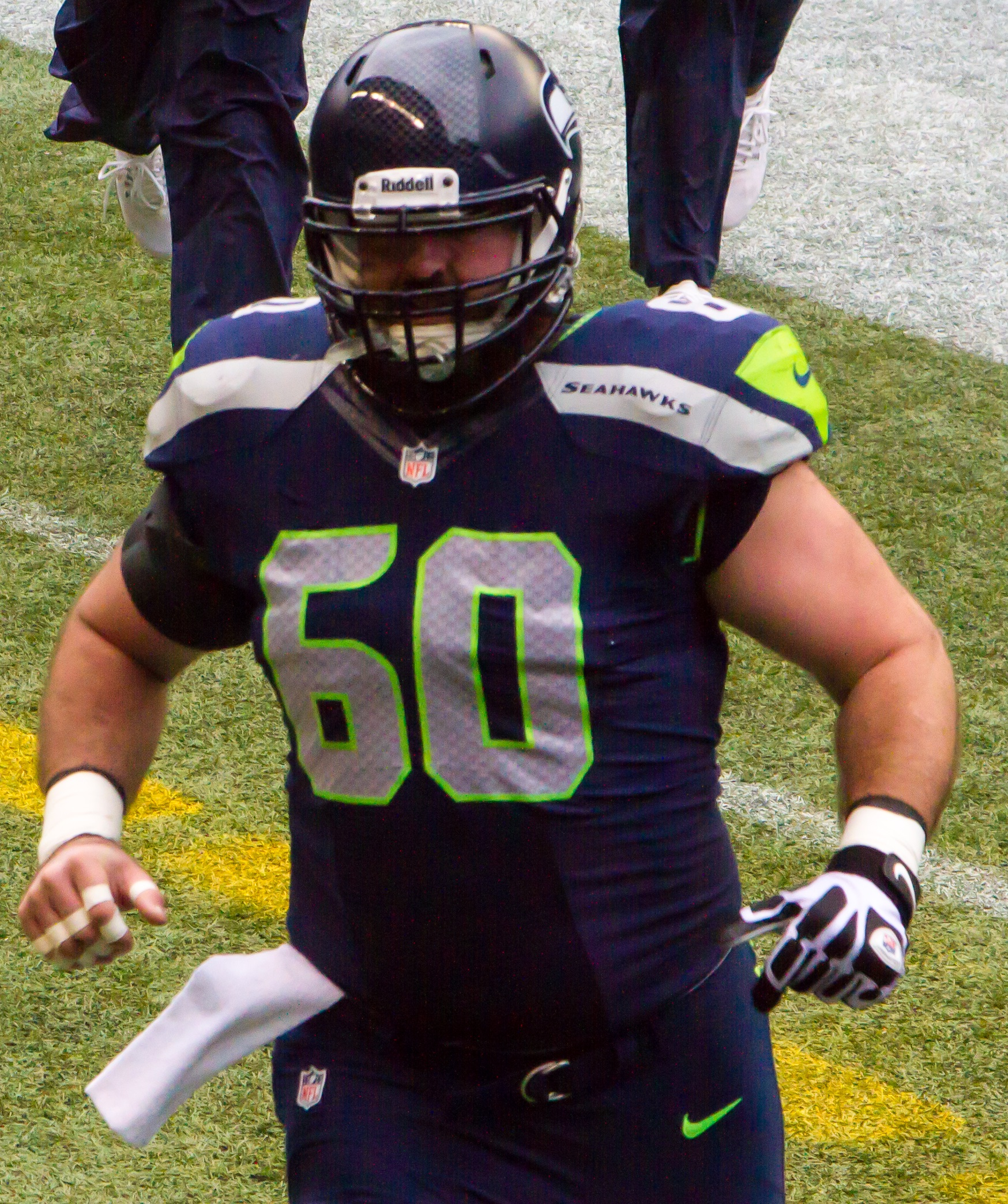
Unger coi Seahawks nel 2013.

Nella stagione 2010 partì da titolare nella prima gara della stagione contro i San Francisco 49ers il 12 settembre nel ruolo di guardia sinistra, prima di lasciare la partita per un infortunio che lo tenne fuori per tutta la stagione. Il 14 settembre fu messo in lista infortunati.
Ristabilitosi dall'infortunio, tornò nella stagione 2011 giocando tutte le partite tranne una e partendo sempre come titolare.
Il 26 dicembre 2012, Unger fu convocato per il primo Pro Bowl in carriera e il 12 gennaio 2013  fu inserito nel First-team All-Pro. La sua stagione si concluse disputando tutte le 16 partite come titolare, oltre alle due gare dei Seahawks nei playoff. A fine anno fu classificato al numero 95 nella classifica dei migliori cento giocatori della stagione.
Nella stagione 2013, Unger fu costretto a saltare le settimane 4 e 5 per un infortunio a un braccio e la gara della settimana 10 per una commozione cerebrale subita nel turno precedente. Il 27 dicembre fu premiato con la seconda convocazione al Pro Bowl in carriera. Il 2 febbraio 2014, nel Super Bowl XLVIII contro i Denver Broncos, Unger partì come titolare, in una gara che Seattle dominò dall'inizio alla fine della partita, laureandosi campione NFL.
Nel 2014, Unger fu afflitto dagli infortuni, disputando solamente sei partite nella stagione regolare. Tornò regolarmente disponibile nei playoff, coi Seahawks che batterono i Panthers e i Packers, qualificandosi per il secondo Super Bowl consecutivo, poi perso coi New England Patriots.

### New Orleans Saints
Il 10 marzo 2015, Unger fu scambiato coi New Orleans Saints assieme alla scelta del primo giro del Draft 2015 per il tight end All-Pro Jimmy Graham e una scelta del quarto giro. Nel 2018 fu convocato per il suo terzo Pro Bowl, la prima selezione dal 2013. Il 17 marzo 2019 annunciò il proprio ritiro.

## Palmarès

### Franchigia
- Super Bowl : 1

Seattle Seahawks: Super Bowl XLVIII
- National Football Conference Championship: 2

Seattle Seahawks: 2013, 2014

### Individuale
- Convocazioni al Pro Bowl: 3

2012, 2013, 2018
- First-Team All-Pro: 1

2012
- 50 migliori giocatori del 50º anniversario dei Seahawks